# Everlasting
Everlasting är en EP av det svenska hardcorebandet Refused. Skivan spelades in i juli 1994 i Sunlight Studios och gavs ut senare samma år.

## Låtlista
1. "Burn It" - 3:13
2. "Symbols" - 3:41
3. "Sunflower Princess" - 2:00
4. "Everlasting" - 2:29
5. "I Am Not Me" - 3:07
6. "The Real" - 2:34
7. "Pretty Face" - 5:30